# 四股名
四股名（日语：／ Shikona）又称为醜名，是日本相扑力士的艺名，也是代表力士的重要标识，类似职业摔角等运动中的擂台名。力士取四股名的传统诞生于江户时代。
四股名与普通日本人名一样由姓氏和名构成。除十分正式的场合之外，相扑力士一般只单称姓氏，如横纲朝青龙明德通常被称为“朝青龙”。当称呼幕内或十两级别（以上兩者合稱「關取」）的力士时，常会加上尊称后缀，而非惯用的。四股名中的名字通常是力士的本名，但也有例外，并可能会随着个人意愿而更改。出生于外国的相扑力士则会新取一个日本式的名字。
相扑力士在刚进入相扑部屋时一般都直接使用原本姓氏作为四股名。而部屋通常会在力士晋升到十两级别时为其取新的四股名。不过具体改名时机取决于各个部屋的传统。例如，九重部屋会在力士升至较低的三段目级别时就为其改名（全以“千代”開首），而佐渡嶽部屋更是会为旗下所有力士取以“琴”字开头的四股名。
四股名的起名方式也以不同部屋的传统而有所不同。如尾车部屋力士会选用以“风”字结尾的四股名，源于部屋的创始人琴风豪规。而出身于出羽海部屋的力士则会采用以部屋名“出羽”开头的四股名。此外，力士也可能会选择与自己出生地相关的四股名，例如横纲北勝海信芳和北之湖敏滿四股名中的“北”字便来源于他们的出身地北海道。
具有潜力的相扑力士还可能会承袭与其同一部屋或有其他关联的知名力士的四股名，如师徒两代横纲梅谷藤太郎。夏威夷出生的首位非日本人大關小錦八十吉的四股名则来自其所在高砂部屋历史上著名的横纲初代小锦八十吉。大关栃东大裕的四股名则源于其父亲、关胁栃东知赖。
有些力士会出于激励自己或其他个人原因而改名。出生于保加利亚的力士琴欧洲胜纪在晋升大关后战绩欠佳，于是他将其四股名中的“州”改为“洲”，以期取得更好的成绩。又比如大关魁皇博之，其中“魁皇”原本读作 Kaikō，后来他改成 Kaiō，因为他认为这一读法更为有力。一直处于最低序之口级别而从未能晋升的力士胜南樱聪太因其职业生涯3胜238负的不佳战绩而闻名，他于2021年将四股名从“服部樱”改为“胜南樱”以求在比赛中获胜，其中“胜南”与“败北”相对，同时也与其出生地湘南（ Shōnan）同音。
另外，也有像远藤圣大、正代直也、高安晃等选择用真实姓名作为四股名的力士，輪島大士是唯一使用原有姓氏的橫綱。
外国出生的力士选用的四股名经常与他们的出生地有关。例如一对俄罗斯力士兄弟露鹏幸生、白露山佑太四股名中的“露”是指他们来自俄罗斯（／ Roshia），大关琴欧洲胜纪名字中的“欧洲”表明他出身欧洲，而首位晋升幕内的美国本土力士亨利·阿姆斯特朗·米勒的四股名“战斗龙”（／ Sentoryū）也与其成长地圣路易斯（ Sentoruisu）读音相近。来自蒙古的力士则常会在四股名中使用“鹫”、“马”、“狼”、“龙”等与蒙古传统有关的字。